# Unió Esportiva Santa Coloma 2009-2010
Questa voce raccoglie le informazioni riguardanti la Unió Esportiva Santa Coloma nelle competizioni ufficiali della stagione 2009-2010. 

## Rosa
| N. |                      | Ruolo | Calciatore           |
| -- | -------------------- | ----- | -------------------- |
| 1  | Andorra (bandiera)   | P     | Ricardo Fernandez    |
| 2  | Argentina (bandiera) | D     | Gaby Meza            |
| 3  | Andorra (bandiera)   | C     | Xavier Gil           |
| 4  | Andorra (bandiera)   | D     | Juli Fernández       |
| 5  | Andorra (bandiera)   | D     | Oscar Da Cunha       |
| 6  | Spagna (bandiera)    | D     | Sergio Teba Albanell |
| 7  | Argentina (bandiera) | C     | Danilo Aguirre       |
| 8  | Andorra (bandiera)   | C     | Josep Ayala          |
| 9  | Argentina (bandiera) | A     | Norberto Urbani      |
| 10 | Andorra (bandiera)   | D     | Victor Rodriguez     |
| 11 | Argentina (bandiera) | A     | Rodrigo Guida        |
| 12 | Brasile (bandiera)   | C     | Maicon               |

| N. |                      | Ruolo | Calciatore     |
| -- | -------------------- | ----- | -------------- |
| 13 | Spagna (bandiera)    | P     | Israel Serrano |
| 14 | Andorra (bandiera)   | C     | Marc Calull    |
| 16 | Andorra (bandiera)   | D     | Alex Rodríguez |
| 17 | Andorra (bandiera)   | A     | Carlos Ruiz    |
| 18 | Argentina (bandiera) | C     | José Alvarez   |
| 19 | Andorra (bandiera)   | A     | Juli Sánchez   |
| 20 | Argentina (bandiera) | A     | Mariano Urbani |
| 21 | Andorra (bandiera)   | C     | Genis García   |
| 23 | Andorra (bandiera)   | C     | Man°lo Jiménez |
| 24 | Andorra (bandiera)   | D     | Leonel Antunes |
| 25 | Francia (bandiera)   | P     | Salim Taar     |
| 26 | Andorra (bandiera)   | C     | Oscar Sonejee  |